# 伊万·麦科尔
詹姆斯·亨利·米勒（James Henry Miller，1915年1月25日—1989年10月22日），艺名伊万·麦科尔（Ewan MacColl），是一位英国民谣创作歌手、民歌收集人，1960年代英国民谣复兴运动的推动者之一，发行了数十张专辑，代表作包括《第一次看到你的脸》和《肮脏的老城》（Dirty Old Town）等。
麦科尔收集了数百首传统民谣，包括后来西蒙和加芬克尔发扬光大的《斯卡伯勒集市》版本。他还创作了许多左翼政治歌曲，一生都是坚定的共产主义者，参与了不少工人运动。

## 早年
詹姆斯·亨利·米勒出生于英国索尔福德布劳顿安德鲁街（Andrew Street）4号，父亲威廉·米勒和母亲贝齐（Betsy，娘家姓亨利）都是苏格兰社会主义者。威廉·米勒是一名钢铁工人，参与工会运动，在遭蘇格蘭几乎所有铸造厂列入黑名单后，他与作女佣的妻子搬到索尔福德寻找工作。贝齐会唱很多民谣，米勒长大后和她一起录制过专辑。
詹姆斯·米勒是家里三子一女中最小的，也是唯一活到成年的孩子。他曾就读于北希腊街小学（North Grecian Street Junior School），1930年大萧条时期毕业，因找不到工作开始在曼彻斯特中央图书馆自学。在此期间，他断断续续地打过一些零工，也当过街头歌手。
他加入了青年共产主义联盟，曾为一些共产党报纸撰写幽默诗句和小品。他参与了1930年代初的失业工人抗议运动，如宣传金德斯考特抗议行动（Mass trespass of Kinder Scout）。
1932年，由于警方认为他是“一名持极端观点的共产主义者”，軍情五處建立了麦科尔的档案。伦敦警察厅特别处监视过他与第一任妻子琼·利特尔伍德在曼彻斯特的家。由于军情五处干预，麦科尔的一些歌曲无法在BBC发表。

## 演艺
1931年，他和一批失业的朋友成立剧团“红色话筒”（Red Megaphones），1934年更名为“行动剧院”（Theatre of Action），不久之后琼·利特尔伍德加入。1936年他和利特尔伍德成立剧院联盟（Theatre Union）。1940年7月，麦科尔应征入伍英国陆军，但于12月被踢出军队，原因可能与让他的政治观点有关。
1946年，剧院联盟重组为戏剧工作室（Theatre Workshop），开始在英格兰北部巡回演出。1945年，米勒改名为伊万·麦科尔。

## 音乐
1947年，麦科尔在英国达勒姆郡米德尔顿因蒂斯代尔收集到《斯卡伯勒集市》，后收录在他和佩吉·西格的《歌唱之岛》（The Singing Island，1960）一书中。西蒙和加芬克尔的版本就来源于此。
麦科尔出了一百多张专辑，许多由A·L·劳埃德演唱。他也常和多米尼克·贝汉（爱尔兰剧作家布蘭登·貝漢的弟弟）合作。
麦科尔创作的许多歌曲都是为戏剧而生，如应佩吉·西格要求写出的《第一次看到你的脸》。这首歌由罗伯塔·弗拉克录入其首张专辑《First Take》（1969）中，后为麦科尔赢得格莱美奖年度歌曲奖，弗拉克也因此获得格莱美奖年度制作奖。
1950年代和1960年代民谣复兴时期，他创作了不少抗争歌，如《胡志明颂》和《斯大林颂》。在1984-1985年英国矿工大罢工期间，他写下《爸爸，你在罢工中做了什么？》（Daddy, what did you do in the strike?），免费发行。麦科尔70岁生日宴时，阿瑟·斯卡吉尔送给他一盏矿灯，以感谢他的支持。

## 晚年
他晚年身体不好，1979年第一次心脏病发作，1989年10月22日因心脏手术后的并发症在伦敦布朗普顿医院去世，他的自传《Journeyman》于次年出版。

## 家庭
他在1935年琼·利特尔伍德结婚，1948年离婚，之后和简·纽洛夫（Jean Newlove）结婚。1956年，麦科尔在婚内出轨21岁的佩吉·西格。
他二婚生的女儿柯斯蒂·麦科尔成为了歌手、儿子尼尔·麦科尔（Neill MacColl）成为了吉他手。孙子杰米·麦科尔（Jamie MacColl）是孟买自行车俱乐部乐队成员。